# Montevecchia
Montevecchia är en ort och kommun i provinsen Lecco i regionen Lombardiet i Italien. Kommunen hade 2 699 invånare (2018).